# Federação de Taekwondo do Paraná
A Federação Paranaense de Taekwondo é uma federação desportiva brasileira de taekwondo, sendo o órgão máximo do esporte no Estado do Paraná. Fundada em 1986, na cidade de Londrina, teve sua sede transferida para Cascavel em 2017.
Em seu plantel de atletas, a FPTKD contou com a ex-campeã mundial Natália Falavigna, o campeão do Pan-Americano de 2007, Diogo Silva, e a base das seleções brasileiras: masculina, feminina e infanto-juvenis.

## Ligações Externas
- Sitio Oficial